# Pages (tekstverwerker)
Pages is een tekstverwerker van Apple. Het maakt deel uit van het iWork-pakket, dat verder nog de onderdelen Keynote voor het maken van presentaties en Numbers voor het maken van spreadsheets bevat. Pages biedt typografische mogelijkheden en een vrij grafisch werkgebied met veertig sjablonen die door Apple zijn ontworpen. De software kan bestanden van en naar Microsoft Word importeren en exporteren. Het is ook mogelijk om PDF-documenten te maken.
Pages 1.0 werd begin 2005 aangekondigd en was vanaf februari 2005 te koop als onderdeel van iWork. Pages 3 werd aangekondigd op 7 augustus 2007 en is geschikt voor Mac OS X 10.4 Tiger en 10.5 Leopard.

## Geschiedenis
Pages voor macOS is de opvolger van Apples vroegere kantoorpakket AppleWorks. De eerste geruchten over een nieuwe tekstverwerker van Apple dateren al uit 2003, waarbij werd gesproken over een softwarepakket dat iWorks of iWork zou gaan heten. De tekstverwerker zou de naam Documents krijgen, volgens geruchten uit 2004. Steve Jobs maakte begin 2005 een einde aan de geruchten door iWork '05 aan te kondigen, gelijktijdig met de aankondiging van iLife '05.
In het verleden bestond er een gelijknamig programma voor NeXT-computers, gemaakt door Pages Software, Inc. Dit bevatte dezelfde wysiwyg mogelijkheden voor vormgeving van pagina's als Pages for macOS. Speculaties over mogelijke overeenkomsten bleken ongefundeerd. Pages voor macOS is ontwikkeld door hetzelfde team dat ook de presentatiesoftware Keynote heeft gemaakt, dat ook onderdeel uitmaakt van iWork.

## Functies
Pages bevat sjablonen voor nieuwsbrieven, briefpapier, uitnodigingen, posters, flyers en meer. De software ondersteunt stijlen, meerdere kolommen, voetnoten en lettertypes. Het is mogelijk om afbeeldingen, audio en video vanuit iTunes, iMovie en iPhoto te importeren. Een sterk punt van Pages zijn de opmaakmogelijkheden. Het is mogelijk om tekstdocumenten van AppleWorks en Microsoft Word te importeren. Ook is het mogelijk om bestanden in de formaten RTF, PDF, Microsoft Word (.doc), ePUB en het eigen Pages-formaat (.pages) op te slaan.

### Pages en Word
Pages wordt vaak vergeleken met Microsoft Word 2004 voor de Mac. De volgende functies zijn aanwezig in Microsoft Word 2004 voor macOS, maar niet in Pages 3.0:
- Automatisch opslaan (autosave), waardoor het werk niet verloren gaat bij een softwarefout of crash
- Macro's in Visual Basic
- Vergelijken van twee documenten
- Meerdere versies van documenten (in Pages is slechts één versie van elk document mogelijk)
- Organisatiediagrammen
- Gekoppelde en ingebedde objecten
- Grammaticacontrole voor meerdere talen
- Standaard opslaan naar RTF- en Word-formaat (Pages kan alleen exporteren)
- Standaard opslaan naar HTML-formaat (in Pages 2.0 was exporteren naar HTML mogelijk, in Pages 3.0 niet meer)
- Bewerken van HTML
- Gesplitst documentvenster
- Meerdere documentvensters voor hetzelfde bestand
- Verborgen tekst
- Voetnoten, bladwijzers en commentaar in tabellen
- Opslaan en openen van RTF-bestanden met afbeeldingen
- Plakken Speciaal - bijvoorbeeld voor het plakken van een grafiek als afbeelding

Pages heeft de volgende functies die in Microsoft Word 2004 ontbreken:
- Openen van Microsoft Word 2007-documenten (in Word 2004 moeten bestanden uit Word 2007 worden omgezet naar het oudere 2004-formaat, terwijl Pages ze standaard kan inlezen)
- Opslaan en openen van Pages-documents
- Opslaan en openen van RTFD-bestanden
- Opslaan als een ePUB-bestand
- Afbeeldingsmaskers
- Afbeeldingen vastzetten op een raster
- Tekst uitvullen rondom een gebogen rand
- Tekstopmaak kopiëren en plakken
- Aanpasbare tekstschaduwen
- Meertalig woordenboek (Word kan bij elk tekstgedeelte slechts één woordenboek gelijktijdig gebruiken)
- Voorvertoning van opmaak

Zowel Pages 3.0 als Microsoft Word 2004 voor macOS bieden volledige ondersteuning voor schrift dat van rechts naar links wordt geschreven, zoals Arabisch, Hebreeuws en Perzisch. Beide kunnen ook niet standaard het OpenDocument-formaat lezen.